# Onthophagus confossus
Onthophagus confossus là một loài bọ cánh cứng trong họ Bọ hung (Scarabaeidae).